# Anglo-Scottish Cup 1975/76
Der Anglo-Scottish Cup wurde 1975/76 zum 1. Mal ausgespielt. Das Turnier für Fußball-Vereinsmannschaften aus England und Schottland galt als Nachfolger des Texaco Cup. Der Pokal wurde unter insgesamt 24 Teilnehmern ausgespielt. Davon waren 16 Vereine dem englischen Verband unterstehend sowie acht Vereine der Scottish FA. Er begann am 30. Juli 1975 und endete mit dem Finalrückspiel am 9. Dezember 1975 im Craven Cottage in London. Im Endspiel trafen die englischen Vereine FC Middlesbrough und FC Fulham aufeinander. Das Finale gewann Middlesbrough nach Hin- und Rückspiel mit 1:0 durch ein Tor von David Armstrong.

## 1. Runde

### Gruppenphase England

#### Gruppe A
Ausgetragen wurden die Begegnungen zwischen dem 2. und 9. August 1975.
| Pl. | Verein           | Sp. | S | U | N | Tore    | Diff. | Punkte |
| --- | ---------------- | --- | - | - | - | ------- | ----- | ------ |
| 1.  | FC Middlesbrough | 3   | 2 | 1 | 0 | 009:500 | +4    | 05     |
| 2.  | Carlisle United  | 3   | 2 | 0 | 1 | 004:400 | ±0    | 04     |
| 3.  | AFC Sunderland   | 3   | 1 | 0 | 2 | 004:400 | ±0    | 02     |
| 4.  | Newcastle United | 3   | 0 | 1 | 2 | 002:600 | −4    | 01     |

| 1. Spieltag      |     |                  |
| Carlisle United  | 2:0 | Newcastle United |
| FC Middlesbrough | 3:2 | AFC Sunderland   |
| 2. Spieltag      |     |                  |
| FC Middlesbrough | 4:1 | Carlisle United  |
| Newcastle United | 0:2 | Carlisle United  |
| 3. Spieltag      |     |                  |
| Newcastle United | 2:2 | FC Middlesbrough |
| AFC Sunderland   | 0:1 | Carlisle United  |

#### Gruppe B
Ausgetragen wurden die Begegnungen zwischen dem 2. und 9. August 1975.
| Pl. | Verein               | Sp. | S | U | N | Tore    | Diff. | Punkte |
| --- | -------------------- | --- | - | - | - | ------- | ----- | ------ |
| 1.  | Mansfield Town       | 3   | 2 | 1 | 0 | 005:200 | +3    | 05     |
| 2.  | West Bromwich Albion | 3   | 1 | 1 | 1 | 004:400 | ±0    | 03     |
| 3.  | Leicester City       | 3   | 1 | 1 | 1 | 003:400 | −1    | 03     |
| 4.  | Hull City            | 3   | 0 | 1 | 2 | 003:500 | −2    | 01     |

| 1. Spieltag          |     |                      |
| Hull City            | 1:1 | Leicester City       |
| West Bromwich Albion | 1:1 | Mansfield Town       |
| 2. Spieltag          |     |                      |
| Hull City            | 1:2 | West Bromwich Albion |
| Mansfield Town       | 2:0 | Leicester City       |
| 3. Spieltag          |     |                      |
| Leicester City       | 2:1 | West Bromwich Albion |
| Mansfield Town       | 2:1 | Hull City            |

#### Gruppe C
Ausgetragen wurden die Begegnungen zwischen dem 2. und 9. August 1975.
| Pl. | Verein           | Sp. | S | U | N | Tore    | Diff. | Punkte |
| --- | ---------------- | --- | - | - | - | ------- | ----- | ------ |
| 1.  | Blackburn Rovers | 3   | 2 | 0 | 1 | 005:500 | ±0    | 04     |
| 2.  | Sheffield United | 3   | 1 | 1 | 1 | 005:500 | ±0    | 03     |
| 3.  | FC Blackpool     | 3   | 1 | 1 | 1 | 004:400 | ±0    | 03     |
| 4.  | Manchester City  | 3   | 1 | 0 | 2 | 003:300 | ±0    | 02     |

| 1. Spieltag      |     |                  |
| FC Blackpool     | 1:0 | Manchester City  |
| Sheffield United | 3:1 | Blackburn Rovers |
| 2. Spieltag      |     |                  |
| Blackburn Rovers | 1:0 | Manchester City  |
| FC Blackpool     | 1:1 | Sheffield United |
| 3. Spieltag      |     |                  |
| Blackburn Rovers | 3:2 | FC Blackpool     |
| Manchester City  | 3:1 | Sheffield United |

#### Gruppe D
Ausgetragen wurden die Begegnungen zwischen dem 2. und 9. August 1975.
| Pl. | Verein       | Sp. | S | U | N | Tore    | Diff. | Punkte |
| --- | ------------ | --- | - | - | - | ------- | ----- | ------ |
| 1.  | FC Fulham    | 3   | 2 | 1 | 0 | 005:300 | +2    | 05     |
| 2.  | Bristol City | 3   | 1 | 1 | 1 | 006:400 | +2    | 03     |
| 3.  | FC Chelsea   | 3   | 1 | 1 | 1 | 002:200 | ±0    | 03     |
| 4.  | Norwich City | 3   | 0 | 1 | 2 | 003:700 | −4    | 01     |

| 1. Spieltag  |     |              |
| FC Chelsea   | 1:0 | Bristol City |
| Norwich City | 1:2 | FC Fulham    |
| 2. Spieltag  |     |              |
| FC Fulham    | 2:2 | Bristol City |
| FC Chelsea   | 1:1 | Norwich City |
| 3. Spieltag  |     |              |
| Bristol City | 4:1 | Norwich City |
| FC Fulham    | 1:0 | FC Chelsea   |

### K.-o.-System Schottland
Ausgetragen wurden die Begegnungen zwischen dem 30. Juli und 3. September 1975.
|                    | Gesamt |                     | Hinspiel | Rückspiel |
| ------------------ | ------ | ------------------- | -------- | --------- |
| FC Aberdeen        | 3:1    | FC St. Johnstone    | 1:1      | 2:0       |
| Ayr United         | 4:3    | FC Falkirk          | 2:1      | 2:2       |
| Queen of the South | 3:6    | Heart of Midlothian | 2:3      | 1:3       |
| FC Motherwell      | 2:1    | FC Dundee           | 1:1      | 0:1       |

## Viertelfinale
Ausgetragen wurden die Spiele zwischen dem 15. September und 1. Oktober 1975.
|                  | Gesamt |                     | Hinspiel | Rückspiel |
| ---------------- | ------ | ------------------- | -------- | --------- |
| Ayr United       | 0:3    | Mansfield Town      | 0:1      | 0:2       |
| FC Fulham        | 5:4    | Heart of Midlothian | 3:2      | 2:2       |
| FC Middlesbrough | 7:2    | FC Aberdeen         | 2:0      | 5:2       |
| Blackburn Rovers | 1:2    | FC Motherwell       | 0:0      | 1:2       |

## Halbfinale
Ausgetragen wurden die Spiele zwischen dem 21. Oktober und 4. November 1975.
|                  | Gesamt |                | Hinspiel | Rückspiel |
| ---------------- | ------ | -------------- | -------- | --------- |
| FC Fulham        | 4:3    | FC Motherwell  | 1:1      | 3:2       |
| FC Middlesbrough | 5:0    | Mansfield Town | 3:0      | 2:0       |

## Finale

### Hinspiel
| FC Middlesbrough                                   | FC Middlesbrough | FC Fulham | FC Fulham |
| -------------------------------------------------- | --- | --- | --------- |
| FC Middlesbrough                                   | \| 26. November 1975 in Middlesbrough (Ayresome Park) \| \| Ergebnis: 1:0 (0:0) \| \| Zuschauer: 15.000 \|                                                                                          | \| 26. November 1975 in Middlesbrough (Ayresome Park) \| \| Ergebnis: 1:0 (0:0) \| \| Zuschauer: 15.000 \|                                                                    | FC Fulham |
| FC Middlesbrough                                   | Jim Platt – John Craggs, Frank Spraggon, Bobby Murdoch (Alan Foggon), Stuart Boam, Willie Maddren, Peter Brine, Terry Cooper, David Mills, John Hickton, David Armstrong Cheftrainer: Jack Charlton | Peter Mellor – Fraser, Les Strong, Alan Mullery, Ernie Howe, Bobby Moore, John Dowie (Barry Lloyd), Jimmy Conway, Viv Busby, Alan Slough, Les Barrett Cheftrainer: Alec Stock | FC Fulham |
| FC Middlesbrough                                   | 1:0 David Armstrong | | FC Fulham |
| 26. November 1975 in Middlesbrough (Ayresome Park) | | |           |
| Ergebnis: 1:0 (0:0)                                | | |           |
| Zuschauer: 15.000                                  | | |           |

### Rückspiel
| FC Fulham                                   | FC Fulham | FC Middlesbrough | FC Middlesbrough |
| ------------------------------------------- | --- | --- | ---------------- |
| FC Fulham                                   | \| 9. Dezember 1975 in London (Craven Cottage) \| \| Ergebnis: 0:0 \| \| Zuschauer: 13.723 \|                                                                      | \| 9. Dezember 1975 in London (Craven Cottage) \| \| Ergebnis: 0:0 \| \| Zuschauer: 13.723 \|                                                                                       | FC Middlesbrough |
| FC Fulham                                   | Peter Mellor – Ernie Howe, Les Strong, Alan Mullery, John Lacy, Bobby Moore, John Dowie, Jimmy Conway, Viv Busby, Alan Slough, Les Barrett Cheftrainer: Alec Stock | Jim Platt – John Craggs, Terry Cooper, Phil Boersma, Stuart Boam, Willie Maddren, Bobby Murdoch, David Mills, Alan Willey, John Hickton, David Armstrong Cheftrainer: Jack Charlton | FC Middlesbrough |
| 9. Dezember 1975 in London (Craven Cottage) | | |                  |
| Ergebnis: 0:0                               | | |                  |
| Zuschauer: 13.723                           | | |                  |